# ICBN
iCBN(internet Cinema Broad-casting Network)은 영화 전문 인터넷 방송사이다. 영화 감독 강제규가 2000년 6월 설립하였다.